# Gemeinwirtschaft
Gemeinwirtschaft bezeichnet die Gesamtheit aller Wirtschaftsformen, die von Gemeinschaften betrieben werden und bei denen nicht das private Gewinnstreben, sondern das Wohl einer übergeordneten Gesamtheit (Gemeinwohl) im Vordergrund steht. Teilweise werden darunter auch alle Betriebe in öffentlicher Hand verstanden. Auch die nach dem Zweiten Weltkrieg in Deutschland und Österreich entstandenen gewerkschaftlichen und genossenschaftlichen Unternehmen werden als Gemeinwirtschaft verstanden. 
In den 1980er-Jahren kam es zum Zusammenbruch der Gemeinwirtschaft in Deutschland. Zunächst entkam das prominente Wohnungsbauunternehmen „Neue Heimat“ nur knapp einer Insolvenz. Anschließend wurde es abgewickelt. Auch die meisten anderen gemeinwirtschaftlichen Unternehmen der Gewerkschaften wurden in jenen Jahren verkauft.

## Gemeinwirtschaftsunternehmen

### Weimarer Republik
Die deutschen Gewerkschaften gründeten seit den 1920er-Jahren eine Reihe von Unternehmen in verschiedenen Branchen (z. B. die Bank der Deutschen Arbeit). Dies diente verschiedenen Zwecken, zum einen der Anlage des Gewerkschaftsvermögens, aber auch dazu, die Infrastruktur der Gewerkschaften als Vertriebskanal zu nutzen. Im Gegenzug konnten die Gewerkschaften ihren Mitgliedern auch vergünstigte Angebote zukommen lassen, was als Argument der Mitgliederwerbung diente. Vor allem aber stellten sich diese Unternehmen in den Dienst der Ideologie der Gemeinwirtschaft: Es sollte gezeigt werden, dass Unternehmen auch ohne Gewinnorientierung am Markt bestehen und Produkte und Dienstleistungen besser und billiger anbieten könnten.

### Zeit des Nationalsozialismus
Die Nationalsozialisten nahmen Gemeinwirtschaft, ähnlich wie den Begriff des Sozialismus, rhetorisch auf, zerstörten jedoch die bestehenden Formen von Gemeinwirtschaft. Genossenschaften wurden arisiert, jüdische Mitglieder ihrer Rechte beraubt. Gemeinwirtschaftliches Eigentum im Umfeld der Gewerkschaften wurde enteignet und verstaatlicht, die Gewerkschaften selbst wurden gleichgeschaltet. Die enteigneten Gewerkschaftsunternehmen wurden Teil von NS-Organisationen (z. B. Kraft durch Freude, Deutsche Arbeitsfront). Auch die Abschaffung der Betriebsräte und anderer Formen der Mitbestimmung zeigte die Gegnerschaft des Nationalsozialismus gegenüber der gemeinwirtschaftlichen Tradition, die auf demokratischen Prinzipien gründete. Statt einer Wirtschaftsdemokratie führte der Nationalsozialismus das Führerprinzip auch in den Betrieben ein, der Unternehmer nannte sich Betriebsführer, die Belegschaft wurde zur Gefolgschaft.

### Nachkriegszeit bis zur Wiedervereinigung
Nach dem Zweiten Weltkrieg erhielten die Gewerkschaften in der Bundesrepublik Deutschland ihr Vermögen zurück und die Möglichkeit, sich wirtschaftlich zu betätigen. In der Folge entstanden die großen Unternehmen der Gemeinwirtschaft:
- Bank für Gemeinwirtschaft (BfG) (Kreditinstitut)
- Neue Heimat (Unternehmen für den Wohnungs- und Städtebau)
- Coop (Einzelhandel)
- Volksfürsorge (Versicherung)
- Allgemeine Hypothekenbank (Hypothekenbank)
- gut Reisen (Touristik-Unternehmen)

Diese entwickelten sich in den Jahren des Wirtschaftswunders und bis zum Ende der 1970er-Jahre entsprechend der allgemeinen Wirtschaft positiv. Dazu trugen vor allem zwei Faktoren bei: Zum einen genossen die Unternehmen der Gemeinwirtschaft einen guten Ruf. Sie wurden mit Attributen wie „preiswert“, „am kleinen Mann orientiert“ und „gemeinnützig“ verbunden. Neben dem Eigentümer (den Gewerkschaften) war es vor allem das Bekenntnis zur Gemeinwirtschaft, das dieses Image bewirkte: In Hamburg waren viele gemeinwirtschaftliche Betriebe ansässig, darum wurde Hamburg als Stadt der Gemeinwirtschaft bezeichnet.
Zum anderen diente der Gewerkschaftsapparat als Vertriebsschiene. Hunderttausende von Betriebsräten und Vertrauensleuten der Gewerkschaften stellten den Kontakt zu den potentiellen Kunden her. Diese Kunden waren zwar nicht die kaufkraftstärksten, dafür aber den Gemeinwirtschaftsunternehmen im hohen Maß treu.
In den 1980er-Jahren kamen die gemeinwirtschaftlichen Unternehmen in existenzbedrohliche Krisen. Der Skandal um die „Neue Heimat“ brachte die Gemeinwirtschaftsunternehmen bundesweit in die Schlagzeilen. Der Verkauf für den symbolischen Preis einer DM, um weitere Schäden von den Gewerkschaften abzuwehren, scheiterte. Weniger spektakulär, aber weitaus kostspieliger war der Beinahe-Konkurs der BfG. Risikoreiche Kreditgeschäfte führten Mitte/Ende der 1980er-Jahre zu Abschreibungen in Milliardenhöhe. Durch einen Verkauf an die Aachen-Münchener Versicherung und später an Crédit Lyonnais konnte das Unternehmen gerettet werden. Jedoch musste der Kaufpreis des Crédit Lyonnais in Höhe von 1,5 Milliarden Euro zum Ausgleich der aufgelaufenen Verluste verwendet werden. Nicht überlebt hat die co op AG. 1989 wurde sie nach einem Vergleich mit den Gläubigerbanken zerschlagen und verkauft.
Die Gewerkschaften verabschiedeten sich daraufhin von der Idee der Gemeinwirtschaft. Die verbleibenden Beteiligungen der Gewerkschaften wurden seither als reine Finanzinvestitionen betrachtet. Nach Hans-Otto Hemmer, dem langjährigen Chefredakteur der Gewerkschaftlichen Monatshefte, war das Ende der Gemeinwirtschaft „das größte selbstverschuldete Debakel und wohl auch der schlimmste hausgemachte finanzielle Aderlass in der Geschichte der deutschen Gewerkschaftsbewegung“.

## Bewegungen für Gemeinwirtschaft nach 1990
Erst in den 2010er Jahren kamen angesichts der Wohnungsnot in vielen deutschen Städten Forderungen nach einer „Neuen Gemeinnützigkeit“ auf, die rechtliche Rahmenbedingungen für gemeinnützige Wohnungswirtschaft aufstellen würde. Der Begriff Gemeinwirtschaft wurde durch die 2018 gegründete Initiative Deutsche Wohnen & Co. enteignen aktualisiert. Sie forderte in einem im September 2021 erfolgreichen Volksentscheid die Vergesellschaftung der Bestände aller privaten Wohnungskonzerne, die in Berlin mehr als 3.000 Wohnungen halten. Diese sollen gemeinwirtschaftlich verwaltet werden. Gemeinwirtschaft sei die „Lösung für die Berliner Wohnungskrise“. Mehr als eine Million Berliner stimmten im Volksentscheid für das Vorhaben.

## Gemeinwirtschaftlicher Theorieansatz jüngerer Zeit
Die US-Amerikanerin Elinor Ostrom, der 2009 als erster Frau der Alfred-Nobel-Gedächtnispreis für Wirtschaftswissenschaften verliehen wurde, hat mit ihren Forschungsschwerpunkten die Diskussion um neue Formen der Gemeinwirtschaft wiedereröffnet. In ihrem grundlegenden Werk Governing the Commons (1990) legt sie dar, dass gemeinschaftlich genutzte Ressourcen (= Allmenden) bei lokaler Selbstorganisation und Beachtung bestimmter Organisationsprinzipien (insbesondere von Sanktionsprinzipien) sowohl der staatlichen Kontrolle als auch reinen Privatisierungen dauerhaft überlegen seien. Diese Aussagen stehen im Widerspruch zur herrschenden Wirtschaftslehre, die es bis dahin unwidersprochen als sogenannte „Tragik der Allmende“ bezeichnete, dass gemeinwirtschaftliche Nutzung in der Geschichte stets zu Übernutzung geführt habe. In diesem Sinne hat der Naturschutzbund Deutschland 2010 ein Gutachten von dem Forstexperten Wilhelm Bode anfertigen lassen, welches die Teilprivatisierung der nordrhein-westfälischen Staatswälder in eine sogenannte Bürgerwald AG in Bürgerstreubesitz unter Festlegung der Produktionsform (Dauermischwald) und unter Schutz von Sperrminoritäten in Hand einer Landesnaturschutzstiftung vorschlägt.

## Forschungsinstitute

### Das Internationale Forschungs- und Informationszentrum für Gemeinwesen
1947 gründete Edgar Milhaud in Genf das Internationale Forschungs- und Informationszentrum für Gemeinwesen (Centre international de recherches et d'information sur l'économie collective) (CIRIEC). 1957 wurde das Hauptquartier nach Lüttich verlegt. Nach dem Tod von Professor Milhaud im Jahre 1964 wurden Paul Lambert, 1977 Guy Quaden und seit 1990 Bernard Thiry Präsident des CIRIEC.
CIRIEC ist Herausgeber der Zeitschrift Annalen der Gemeinwirtschaft, die in deutscher, englischer und französischer Sprache erscheint. Alle zwei Jahre findet ein internationaler Kongress der Gemeinwirtschaft statt.

### Akademie für Gemeinwirtschaft
Die Akademie für Gemeinwirtschaft wurde 1948 in Hamburg gegründet. 1961 wurde sie in Akademie für Wirtschaft und Politik umbenannt, war von 1991 bis zum 31. März 2005 die selbstständige Hamburger Universität für Wirtschaft und Politik (HWP) und ist heute der Fachbereich Sozialökonomie der Universität Hamburg.